# 모리 고다이
모리 고다이(일본어: 森 昂大, 1999년 4월 27일~)는 일본의 축구 선수이다.

## 구단 경력
그는 2022년 J2리그의 도쿠시마 보르티스에 입단했다. 2024년까지 70경기에 출전하여, 1득점을 넣었다. 2025년 J1리그의 알비렉스 니가타로 이적했다.